# Enneadesmus forficula
Enneadesmus forficula là một loài bọ cánh cứng trong họ Bostrichidae. Loài này được Fairmaire miêu tả khoa học năm 1883.